# 윤태수 (야구인)
윤태수(尹泰洙, 1978년 4월 5일 ~ )는 전 KBO 리그 야구 선수의 외야수이며, 현재 KBO 심판위원이다.

## 출신학교
- 청주기계공업고등학교
- 건국대학교

## 등번호
- 52번